# Daemonia Nymphe
Daemonia Nymphe (Δαιμόνια Νύμφη) — греческий музыкальный коллектив, основанный в 1994 Спиросом Ясафакисом и Эви Стергиу. Музыка коллектива достаточно точно имитирует древнегреческую, а звучание определяется в качестве этериал-вейв, неоклассики, дарквейва, неофолка или готики.
Daemonia Nymphe используют аутентичные инструменты, включая лиру, варвитос, кроталу, пандуру и авлос, сделанные греческим мастером Николасом Врассом. Их выступления театрализованы и проходят с использованием античных масок и одежд. Тексты группы также аутентичны: древнегреческие ритуальные и лирические в византийском традиционном произношении или (иногда) в современной переработке на димотику. Тексты группы включают в себя, в частности, орфические и гомеровские гимны и произведения поэтессы Сапфо, в том числе и ритуальные тексты, посвящённые Пану, Гекате, Зевсу. Для творчества коллектива характерно обилие женского вокала и театрализованные представления, имитирующие античные мистерии, танцы, ритуалы Древней Греции и происходящие непосредственно во время исполнения музыки с участием самих музыкантов.

## История
Коллектив создан в 1994 году Спиросом Ясафакисом и Эви Стергиу. После четырёх лет творческого процесса они выпустили свой первый альбом под названием Ο βακχικός χορός των νυμφών (Вакхический хор нимф). В 1999 состоялась встреча с Николасом Врассосом — мастером, с 1980 года создававшим точные копии древних инструментов, таких, например, как лира, варвитос, кифара. Сотрудничество с ним проявилось в первый раз в Αναγεννησιακό φεστιβάλ Ρεθύμνου και αλλού (Ренессансный фестиваль Ретимна и прочих). Одновременно коллектив выпустил свой мини-CD демо Tyrvasia, который появился в журналах, посвященных металу, таких как Metal Hammer и Metal Invader, хотя музыкальные обзоры публиковались и в других журналах. В частности, Metal Invader включил две песни Daemonia Nymphe в сборник, прилагаемый к журналу, и дал на них исключительно положительный отзыв. Группа брата Спироса Ясафакиса Fiendish Nymphe (работает в похожей тематике, но со звучанием в жанре блэк-метал) способствовала известности Daemonia Nymphe и в этих музыкальных кругах.
В сентябре 2002 года группа существенно увеличила масштаб своей известности, подписав договор с французским лейблом Prikosnovénie; был издан одноимённый альбом — Daemonia Nymphe. В песнях диска слышен вокал Алкинооса Иоаннидиса, используются исключительно имитации древних инструментов, сделанные Николасом Врассосом. В декабре того же года группа в сотрудничестве с уроженкой Австралии Луизой Джон-Крол, итальянцем Франческо Банкини (участником проектов Αταράξια и Γκορ), а также французcкой группой Lys выпустила свой новый альбом Love Sessions.

## Состав группы
- Спирос Ясафакиc(Spyros Giasafakis)
- Эви Стергиу (Evi Stergiou)
- Мария Стергиу (Maria Stergiou)
- Христос Кукарас (Christos Koukaras)
- Дафни Котсиани (Daphne Kotsiani)
- Вангелис Пасхалидис (Vangelis Paschalidis)
- Виктория Купер (Victoria Couper)
- Стивен Стрит (Stephen Street)
- Кристофер Брайс (Christopher Brice)

## Альбомы
- The Bacchic Dance of the Nymphs, 1998
- Tyrvasia, 1999
- Dario Argento Tribute, 2000
- Daemonia Nymphe, 2002
- The Bacchic Dance of the Nymphs — Tyrvasia, 2004
- Daimonia Nymphe Remixed, 2005, Palace of Worms Records1
- Collector Box Daemonia Nymphe, 2007
- Krataia Asterope (Κραταιά Αστερόπη), 2007, Prikosnovénie
- Daimonia Nymphe live at La Nuit des Fees, DVD, 2010, Prikosnovénie
- Psychostasia 2013, Prikosnovénie[10]
- Macbeth, 2016